# Bysociologi
Bysociologi er den del af sociologien, der som bygeografi beskæftiger sig med rumlige virkninger − rumlig påvirkning, handlinger, beslutninger og deres virkninger − af grupper, sociale klasser og samfund i en by eller region.